# Montague Lessler

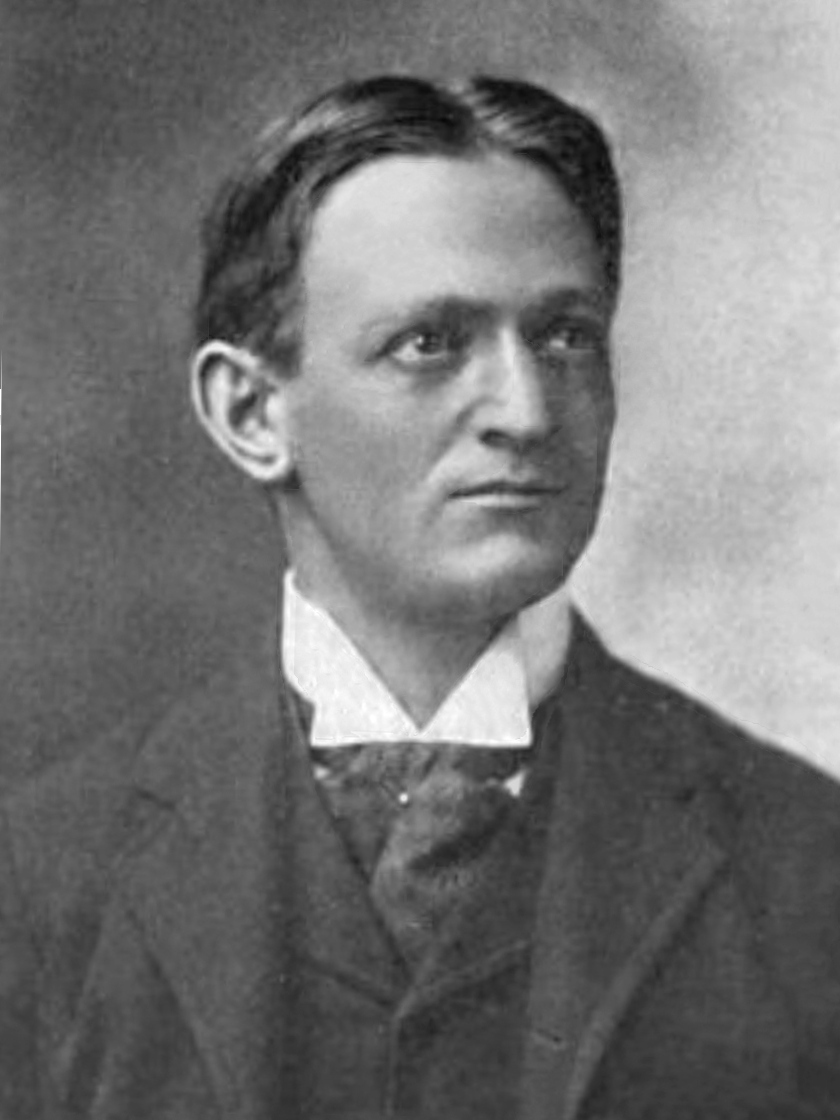
Montague Lessler

Montague Lessler (* 1. Januar 1869 in New York City; † 17. Februar 1938 ebenda) war ein US-amerikanischer Jurist und Politiker. Er vertrat in den Jahren 1902 und 1903 den Bundesstaat New York im US-Repräsentantenhaus.

## Werdegang
Montague Lessler wurde ungefähr dreieinhalb Jahre nach dem Ende des Bürgerkrieges in New York City geboren und wuchs dort auf. Er besuchte öffentliche Schulen. Lessler graduierte 1889 am College of the City of New York und später an der Columbia Law School. Seine Zulassung als Anwalt erhielt er 1891 und begann dann in New York City zu praktizieren. Politisch gehörte er der Republikanischen Partei an.
Er wurde am 7. Januar 1902 im siebten Wahlbezirk von New York in das US-Repräsentantenhaus in Washington, D.C. gewählt, um dort die Vakanz zu füllen, die durch den Rücktritt von Nicholas Muller entstand. Bei den regulären Kongresswahlen des Jahres 1902 erlitt er eine Niederlage und schied nach dem 3. März 1903 aus dem Kongress aus.
Danach nahm er in New York City seine Tätigkeit als Anwalt wieder auf, die er bis zu seinem Tod am 17. Februar 1938 ausübte. Sein Leichnam wurde eingeäschert. Im folgenden Jahr brach der Zweite Weltkrieg aus.